# Financial District (Los Angeles)
Financial District – dzielnica (neighborhood) położona w śródmieściu Los Angeles w Kalifornii w USA o powierzchni 0,6 km², ograniczona ulicami: 4th Street, 7th Street, Harbor Freeway i Hill Street. Ta część śródmieścia powstała jako przylegająca do dzielnicy Bunker Hill. W Financial District zlokalizowane są przede wszystkim usługi: w biurowcach znajdują się kancelarie prawnicze, banki, firmy obrotu nieruchomościami oraz siedziby korporacji.